# 梅川崇
梅川 崇（うめかわ たかし）は、日本のジャーナリスト。

## 来歴
大阪府大阪市出身。大阪大学卒業、大阪外国語大学大学院修了。大学院在学時にはアナウンススクールの生田教室にも通っていた。
2007年4月に瀬戸内海放送に入社し、2011年8月まで同局に在籍した。途中でアナウンサーに転じてからは、夜のニュース番組『KSBニュースview』に出演していた。
退社後には東京都内へ移住し、2011年9月からロイター (Reuters) の記事翻訳やニュースリポートに携わっていた。
2021年10月からはブルームバーグ (Bloomberg) の記者を務めている。